# ناهید بهادلیا
ناهید بهادلیا (انگلیسی: Nahid Bhadelia؛ زادهٔ ۱۹۷۵) یک پزشک متخصص بیماری‌های عفونی اهل ایالات متحده آمریکا است که بنیان‌گذار مرکز بیماری‌های عفونی نوظهور (CEID) در دانشگاه بوستون و دانشیار در دانشکده پزشکی دانشگاه بوستون است. او همچنین به عنوان مشاور ارشد سیاست برای پاسخگویی جهانی به بیماری کووید ۱۹ در تیم پاسخ سریع به COVID-19 کاخ سفید خدمت کرده است.

## تحصیلات و کار حرفه‌ای اولیه
ناهید بهادلیا در دانشگاه تافتس تحصیل کرد و مدرک کارشناسی علوم خود را دریافت کرد. سپس تحصیلات پزشکی خود را در دانشکده پزشکی دانشگاه تافتس ادامه داد و مدرک دکترای پزشکی خود را کسب کرد. در دوران تحصیل پزشکی، او به عنوان مشاور HIV/AIDS و هماهنگ‌کننده کلینیک برای یک درمانگاه تحت نظارت دانشجویان که به جمعیت‌های محروم در ملدن، ماساچوست خدمات می‌داد، فعالیت کرد.
ناهید بهادلیا همچنین مدرک کارشناسی ارشد در روابط بین‌الملل از مدرسه حقوق و دیپلماسی فلچر دریافت کرده است، که در آن تخصص خود را در زمینه امنیت بهداشتی با تمرکز بر پاسخگویی به دنیاگیری‌ها قرار داد.

## حرفه
در سال ۱۹۹۹، ناهید بهادلیا به عنوان مدیر توسعه ملی برای آکسفام آمریکا فعالیت کرد و روی پروژه‌های مربوط به مشارکت مدنی جوانان آمریکایی در مسائل رأی‌گیری و تغییرات سیاستی کار کرد. در سال ۲۰۰۲، او با پروژه‌ای که توسط صندوق‌های خیریه پیو تأمین مالی شده بود و برای ترویج رأی‌گیری در میان دانشجویان دانشگاهی طراحی شده بود، همکاری کرد. او تحصیلات پزشکی خود را در شهر نیویورک در بیمارستان ماونت ساینای و بیمارستان کلمبیا گذراند.
در سال ۲۰۱۱، ناهید بهادلیا کار در بیمارستان پزشکی بوستون و دانشکده پزشکی دانشگاه بوستون را آغاز کرد. با تخصص در کنترل عفونت‌ها و پاتوژن‌های نوظهور، او به عنوان مدیر پزشکی واحد پاتوژن‌های ویژه (Special Pathogens Unit) فعالیت کرد. او همچنین مدیر کنترل عفونت‌ها و معاون مدیر در آزمایشگاه‌های ملی بیماری‌های عفونی نوظهور (NEIDL) بود، که یک آزمایشگاه سطح ایمنی بیولوژیکی سطح ۴ است و یکی از شش برنامه اینچنینی برای مطالعه ویروس‌های مرگبار در ایالات متحده آمریکا است. در طول حرفه خود، او بر ارزیابی پاسخ‌های بهداشتی به دنیاگیری ۲۰۰۹ آنفلوانزای خوکی که ناشی از ویروس آنفلوانزای A زیرگروه H1N1، همه‌گیری ویروس ابولا در آفریقای غربی در ۲۰۱۳–۲۰۱۶ و پاندمی کووید ۱۹ در ۲۰۲۰ کار کرده است. او همچنین در کارگروه‌های ملی برای ارزیابی درمان‌های پزشکی تجربی برای عفونت‌های نوظهور فعالیت کرده است. در ۱۹ مه ۲۰۲۱، اعلام شد که ناهید بهادلیا رهبری یک مرکز تحقیقاتی جدید در دانشگاه بوستون با نام مرکز بیماری‌های عفونی نوظهور (CEID) را بر عهده خواهد گرفت. هدف این مرکز بهبود تاب‌آوری در برابر تهدید بیماری‌های عفونی نوظهور و اپیدمیک‌ها در سراسر جهان از طریق تحقیقات بین‌رشته‌ای، تقویت ظرفیت جهانی و محلی، آموزش، تولید شواهد برای پشتیبانی از سیاست‌ها و تعامل با جوامع است.

## نقش در واحد مراقبت زیستی و پاتوژن‌های ویژه
بین سال‌های ۲۰۱۱ تا ۲۰۲۱، ناهید بهادلیا یک واحد پزشکی تخصصی در زمینه مراقبت از بیماران مبتلا به بیماری‌های عفونی بسیار مسری ساخت و آن را رهبری کرد و به عنوان مدیر پزشکی این واحد فعالیت کرد. او همچنین مدیر پاسخ پزشکی به تحقیقاتی با محتوای حداکثری در آزمایشگاه‌های ملی بیماری‌های عفونی نوظهور بود. واحد پاتوژن‌های ویژه (SPU) در بیمارستان پزشکی بوستون (BMC)، بیمارستان اصلی دانشگاه بوستون واقع است. کار او شامل همه چیز از مهندسی و کنترل عفونت تا آموزش صدها نفر از کارکنان بهداشتی مرتبط، توسعه سیاست‌های مراقبت بالینی و شرکت در بحث‌های ملی در مورد توسعه و ذخیره‌سازی درمان‌ها برای بیماری‌های نوظهور بود.

## نقش در اپیدمی ابولا در غرب آفریقا
در طول اپیدمی ویروس ابولا در غرب آفریقا که از سال ۲۰۱۳ تا ۲۰۱۶ ادامه داشت، ناهید بهادلیا با سازمان جهانی بهداشت و «پارتننرز این هلث» برای مقابله با این اپیدمی و کار به عنوان پزشک در واحدهای درمان ابولا همکاری کرد. او در اوت ۲۰۱۴ به کنیما، سیرالئون اعزام شد تا به عنوان پزشک فعالیت کند، در نوامبر ۲۰۱۴ به پورت لوکو رفت و در سال ۲۰۱۵ دوباره به سیرالئون بازگشت. ناهید بهادلیا تجربه دست اول خود را برای همکاری در توسعه و نگارش یک دوره آموزشی ایمنی برای کارکنان بهداشتی درمان ابولا ویروس در مراکز کنترل و پیشگیری از بیماری‌ها (CDC) به کار گرفت. او همچنین تخصص خود در امور بین‌الملل و سیاست را برای همکاری در نوشتن یک مقاله سفید دربارهٔ استراتژی‌های تقویت سیستم‌های بهداشتی در هنگام پاسخ به بحران‌های بهداشتی پس از اپیدمی ابولا در سیرالئون به کار برد.
پس از اپیدمی، ناهید بهادلیا دوباره به غرب آفریقا بازگشت تا مراکز تحقیقاتی برای مطالعه ویروس‌هایی همچون ویروس ابولا راه‌اندازی کند. او همچنین سرپرست تحقیقاتی یک پروژه از مرکز بین‌المللی جان ای. فوگارتی است که هدف آن ایجاد یک برنامه آموزشی برای محققان لیبریایی در زمینه بیماری‌های عفونی نوظهور است تا ظرفیت‌های محلی برای تحقیق و درمان در پس‌زمینه اپیدمی ابولا تقویت شود. علاوه بر این، او کارزاری برای جمع‌آوری کمک‌های مالی به منظور حمایت از کارکنان بهداشتی محلی که در مبارزه با اپیدمی ابولا نقش داشتند، به ویژه افرادی که بدون دستمزد باقی مانده بودند، راه‌اندازی کرد.